# ادگار تور
ادگار تور (استونیایی: Edgar Tur؛ زادهٔ ۲۸ دسامبر ۱۹۹۶) بازیکن فوتبال اهل استونی است.
از باشگاه‌هایی که در آن بازی کرده‌است می‌توان به باشگاه فوتبال اینفونت اشاره کرد.
وی همچنین در تیم‌های ملی فوتبال زیر ۲۱ سال استونی و استونی بازی کرده‌است.